# Улуелга (река)
Улуелга (баш. Оло Йылға) — река в Ишимбайском районе Башкортостана, левый приток реки Ямаш.
Длина реки составляет 12 км. Протекает в лесах Южного Урала. Исток на южном склоне вершины 581,9 м (между северной частью хребта Кадералы и южной частью хребта Алатау) в 6,5 км к юго-западу от деревни Кабясово. Направление течения — юго-западное. Впадает в Ямаш по левому берегу в 4,9 км от его устья.
Притоки: Балтаюрт (пр), Мирьяелга (лв) и другие.
Населённых пунктов в бассейне реки нет (ранее в среднем течении существовала деревня Балтаюрт).

## Данные водного реестра
По данным государственного водного реестра России относится к Камскому бассейновому округу, водохозяйственный участок реки — Нугуш от истока до Нугушского гидроузла, речной подбассейн реки — Белая. Речной бассейн реки — Кама.
Код объекта в государственном водном реестре — 10010200312111100017989.